# 顧佐 (都御史)
顧 佐（こ さ、1376年 - 1446年）は、明代の官僚。字は礼卿。本貫は開封府太康県。

## 生涯
1400年（建文2年）、進士に及第した。荘浪知県に任じられた。端午節の日に、守将が官僚を集めて校射をおこなった。顧佐は文士であることから、難しいと思われたが、弓矢を持って一発で射当てたので、守将は感服した。
1406年（永楽4年）、顧佐は福建監察御史となった。1409年（永楽7年）、永楽帝が北京に赴くと、吏部に命じて御史の才能ある者を選抜させ、行在に連れてこさせることにした。顧佐はこれに選ばれて北京に赴いた。命を受けて慶遠の少数民族を招諭することとなった。四川の材木伐採を監督した。永楽帝の漠北遠征に従い、関隘を巡視した。江西按察副使に転じた。1416年（永楽14年）、南京に召還されて応天府尹となった。剛直で困難に屈せず、官吏や民衆はかれに畏服して、北宋の名臣として知られる包拯と比べ評された。1420年（永楽18年）、北京が建都されると、順天府尹に転じた。権貴の多くに敬遠されて、貴州按察使として出された。1425年（洪熙元年）、北京に召還されて通政使となった。
1428年（宣徳3年）7月、顧佐は楊士奇・楊栄らの推薦を受けて右都御史に抜擢された。御史たちを監察して職務に不適任な者を降格させ、新たな人材を推挙して吏部に送り、御史の欠員あるところを補うよう命じられた。顧佐が監察にあたると、上奏して厳豈・楊居正ら20人を降格させ、遼東各衛に配流して吏とさせた。鄧棨・程富・孔文英・方瑞ら四十数人を御史の任に耐えうる人物として新たに推挙した。宣徳帝はかれらを後任として採用した。楊居正ら6人が処分の不当を訴えたため、宣徳帝は怒り、吏に降格したばかりの者たちを全て一兵士に落とした。厳豈は配所からひそかに北京に帰り、他人を脅して賄賂を贈った。顧佐がこのことを察知して上奏し、さらには厳豈が自分を殺そうと謀ったと言上したので、厳豈は市での処刑を命じられた。宣徳帝が北巡すると、顧佐は兵部尚書の張本らとともに北京の留守を命じられた。
1433年（宣徳8年）秋、顧佐は病にかかり、帰郷を求めたが、許可されなかった。南京右都御史の熊概に事務を代行させた。1434年（宣徳9年）10月、熊概が死去した。顧佐の病が快癒したため、入朝して宣徳帝の謁見を受けた。宣徳帝は顧佐の労をねぎらい、右都御史の事務に復帰させた。
1436年（正統元年）、顧佐は御史を考査して職務に不適任な者15人を降格させた。邵宗が9年の任期を満了して、吏部の考査を通過していたが、顧佐はこれをまた不適任とした。邵宗が上奏して自らを弁護し、吏部尚書の郭璡もまた任期満了した邵宗を在任者の考査と一緒に扱うのは不適切であると言上したため、英宗は顧佐を譴責した。御史の張鵬らがまた邵宗の微罪を弾劾したため、英宗は張鵬が朋党を結んで欺いているとみなし、顧佐とともに譴責した。6月、顧佐は致仕した。英宗は戸部に命じて顧佐の家を修復させた。1446年（正統11年）9月、顧佐は死去した。享年は71。